# Oostelijk resedawitje
Het oostelijk resedawitje (Pontia edusa) is een dagvlinder uit de familie Pieridae, de witjes. De vlinder is uiterlijk niet van het 'gewone' resedawitje (Pontia daplidice) te onderscheiden.
Het oostelijk resedawitje (Pontia edusa) leeft vanaf Zuidoost-Frankrijk en Midden-Europa verder naar het oosten.
De waardplanten van de vlinder komen uit het geslacht reseda.